# Feridun Zaimoğlu
Feridun Zaimoğlu [feridun zaimoglu], nemški pisatelj in slikar turškega rodu, * 4. december 1964, Bolu, Turčija.

## Življenje
Feridun Zaimoğlu je leta 1965 s starši prišel v Nemčijo in do leta 1985 živel v Berlinu in  Münchnu. Od takrat dalje živi v Kielu. Po pričetku študija medicine in umetnosti dela kot neodvisni pisatelj.
Kot novinar piše literarne kritike in eseje, med drugimi za časnike Die Zeit, Die Welt, SPEX in Tagesspiegel. Med letoma 1999/2000 je bil zaposlen kot dramatik v Narodnem gledališču Mannheim pod taktirko režiserja Bruna Klimeksa. 
Leta 2000 je Lars Becker posnel socialnokritičen film Napad Kanakov (Kanak Attack), za katerega je Zaimoğlu napisal knjižno predlogo. V poletnem semestru leta 2004 je opravljal delo gostujočega profesorja na univerzi v Berlinu, kjer je uvedel cikel predavanj Literature to go. Leta 2005 je prejel štipendijo na znani literarni akademiji Villa Massimo. Doživetje tega bivanja v Rimu je opisal v knjigi Intenzivno Rim (Rom intensiv).
11. avgusta 2006 se je Zaimoğlu v Turčiji ponesrečil kot potnik na avtobusu. Dvanajst potnikov je umrlo, 21 je bilo huje poškodovanih. Zaimoğlu in njegova mati večjih poškodb nista utrpela. Zahvali se lahko svoji materi, ki je pred vožnjo na vsak način hotela zamenjati sedeže.
Novembra 2007 je bil v okviru tübinške docenture za poetiko predavatelj na univerzi v Tübingenu.

## Delo
V svoji prvi knjigi Jezik Kanakov (Kanak Sprak) poskuša Zaimoğlu na literarni način avtentično prikazati subverzivno moč jezika mlajših moških turškega izvora v Nemčiji. Leta 1997 je bila taista knjiga prirejena za oder. Uprizorjena je bila v hamburškem gledališču Kampnagel in kmalu za tem tudi v gledališču Junges Theater Bremen. Zraven so bili uprizorjeni tudi monologi iz njegove tretje knjige Naglavna ruta (Koppstoff), ki je pendant knjigi Jezik Kanakov (Kanak sprach) in portretira mlade ženske turškega porekla. Prav tako je leta 1997 produciral radijsko igro, pri kateri je tudi sam sodeloval.
Njegov drugi roman Izmeček: resnična zgodba Ertana Onguna (Auschaum – Die wahre Geschichte von Ertan Ongun) (1997) je bil leta 2000 posnet kot film Napad Kanakov (Kanak Attack) Larsa Beckerja. Sledili sta izdaji dveh najbolj znanih romanov Leyla (Leyla) in Ogenj ljubezni (Liebesbrand). Roman Leyla je v Sloveniji najbolj priljubljen izmed vseh njegovih romanov, ki so bili prevedeni v slovenščino. Leyla je roman napisan skozi oči deklice in kasneje ženske, ki ji bralec sledi v Carigrad in potem v Nemčijo, kamor oddide za svojim možem.
Pripoved Levitev (Häute) je leta 2003 prejela nagrado žirije na natečaju Ingeborg Bachmann. Leta 2006 je prejel umetniško nagrado dežele Schleswig Holstein, eno mlajših, a najpomembnejših nagrad za nemško govoreče avtorje sodobnega časa. 17. aprila 2007 je bil v Münchnu nagrajen s književno nagrado Carla Ameryja. Z romanom Ogenj ljubezni (Liebesbrand), v katerem je literarno predelal avtobusno nesrečo, v kateri je bil tudi sam udeležen, je bil leta 2008 nominiran za nagrado knjižnega sejma v Lepzigu. 13. marca istega leta je tam nagrado tudi prejel. V zadnjih letih so izšli še romani Zaledje (Hinterland) (2009), Saje (Ruß) (2011) in Najeti slikar: ljubezenska zgodba (Der Mietmaler: eine Liebesgeschichte) (2013).
Zaimoğlu piše gledališke verzije in scenarije, največkrat s soavtorjem Günterjem Senklom. Leta 2003 so München Kammerspiele otvorile sezono z njuno priredbo igre Othello (Othello). V gledališču Junges Theater Bremen sta sledili prvi uprizoritvi iger Casino Polagač (Casino Leger) in Da. Naredi to. Zdaj. (Ja. Tu es. Jetzt.). Junija 2004 pa je bila v gledališču Theater Kiel uprizorjena stvaritev Ne tako divji (Halb so wild). Kot nadaljevanje sodelovanja s kielsko skupino avtorjev, je na velikem odru dramskega gledališča sledila uprizoritev priredbe igre Romeo in Julija (Romeo und Julia). Marca leta 2006 pa je sledila prva izvedba dela Črne device (Schwarze Jungfrauen). Igra je bila zgoščena v različico intervjuja in izjav resničnih oseb, mladih žensk v Nemčiji, ki so prestopile v islam. Poleg iger so se njegovi literarni časi v Nemčiji začeli še z dvema knjigama: Jezik Kanakov (Kanak Sprak) in Naglavna ruta (Koppstoff). Dramska dela Zaimoğla in njegovega soavtorja so bile objavljene v obliki knjige. 
Feridun Zaimoğlu ne dela samo kot pisatelj, temveč tudi kot izobražen umetnik in kurator. Od 7. do 28. marca 2005 je izvajal instalacijo zastav v likovnem razstavišču Kunsthalle Wien na Dunaju pod naslovom Napad Kanakov. Tretje turško obleganje (Kanak Attack. Die dritte Turkenbelagerung).
Maja oziroma junija leta 2006 je anonimna raziskovalka literature Zaimoğlu pripisala, da je s svojim romanom Leyla (Leyla) plagiral dele romana Življenje je karavanseraj (Das Leben ist eine Karawansere) pisateljice Emine Sevgi Őzdamar. Plagiatorstvo je bilo utemeljeno s paralelnimi povezavami v zgodbi in primerljivimi metaforami. Zaimoğlu je zanikal, da bi roman pisateljice kdajkoli sploh prebral. Tudi pisateljica Őzdamar je avtorja razrešila očitkov plagiatorstva.
Njegova dela so bila prevedena v angleščino, italijanščino, španščino, slovenščino, bolgarščino in turščino.
Leta 2008 je risar in slikar Hans-Ruprecht Leiß parafraziral 30 litografij Zaimoğlove novo ustvarjene verzije pravljice Ribič in njegova žena (Vom Fischer und seiner Frau).

## Sodelovanje v političnem diskurzu
Zaimoğlu se udeležuje političnih debat. V prvi polovici leta 2006 se je v kulturni televizijski oddaji Polylux in v uvodniku za tedenski časnik Die Zeit grobo obrnil proti medijem. Z njegovega stališča naj bi preveč enostransko negativno poročali o slabi integraciji priseljencev v Nemčijo.
Septembra 2006 se je kot zastopnik civilne družbe udeležil prve nemške islamske konference. Pobudo je dal nemški notranji minister Wolfgang Schäuble. Konec aprila 2007 je v intervjujih za časnika Islamische Zeitung in Berliner Zeitung podal kritiko o sestavi islamske konference. Poudaril je, da nobene samozavedne muslimanke, ki nosi ruto, ne bi sprejeli na konferenco, pa čeprav je sam dal pobudo tudi za to. Umaknil se je in prepustil prostor ustreznejši predstavnici. V tej povezavi je očital spodrsljaje in obrekovanje Necli Kelek in Seyran Ateş. Po njegovem mnenju naj bi ustvarjali medijski cirkus. “Te mlade verne ženske napadata neutrudno, vedno znova.”, pravi. Necla Kelek je njegovim žalitvam ugovarjala in dejala, da je domišljav in da ga stvari pravzaprav sploh ne zanimajo. Pred tem pa je ustvaril besedo, osramočene nosilke rut (Schamtuchträgerinnen), ki jo uporabi za opis muslimank, ki nosijo ruto. 
23. maja 2005 so ga zeleni iz dežele Schleswig Holstein imenovali za elektorja za izvolitev predsednika države.

## Nagrade
- 1997: Medijska nagrada Civis (Civis-Medienpreis)
- 2002: Nagrada Friedricha Hebbla (Friedrich-Hebbel-Preis)
- 2005: Nagrada Adellberta von Chamissa (Adelbert-von-Chamisso-Preis)
- 2006: Nagrada za umetnost dežele Schleswig Holstein (Kunstpreis des Landes Schloswig Holstein)
- 2007: Nagrada za literaturo Carla Ameryja (Carl-Amery-Literaturpreis)
- 2008: Corine, književna nagrada (za roman Plamen ljubezni, Liebesbrandt; Corine)
- 2010: Kulturna nagrada mesta Kiel (Kulturpreis des Stadt Kiel)